# فيكتوري بيتمان
فيكتوري بيتمان (بالإنجليزية: Victory Bateman)‏ هي ممثلة أمريكية، ولدت في 6 أبريل 1865 في فيلادلفيا في الولايات المتحدة، وتوفيت في 2 مارس 1926 في لوس أنجلوس في الولايات المتحدة.

## وصلات خارجية
- فيكتوري بيتمان على موقع IMDb (الإنجليزية)
- فيكتوري بيتمان على موقع أول موفي (الإنجليزية)
- فيكتوري بيتمان على موقع قاعدة بيانات برودواي على الإنترنت (الإنجليزية)
- فيكتوري بيتمان على موقع قاعدة بيانات الفيلم (الإنجليزية)